# Western Leone
Pour les articles homonymes, voir Leone.

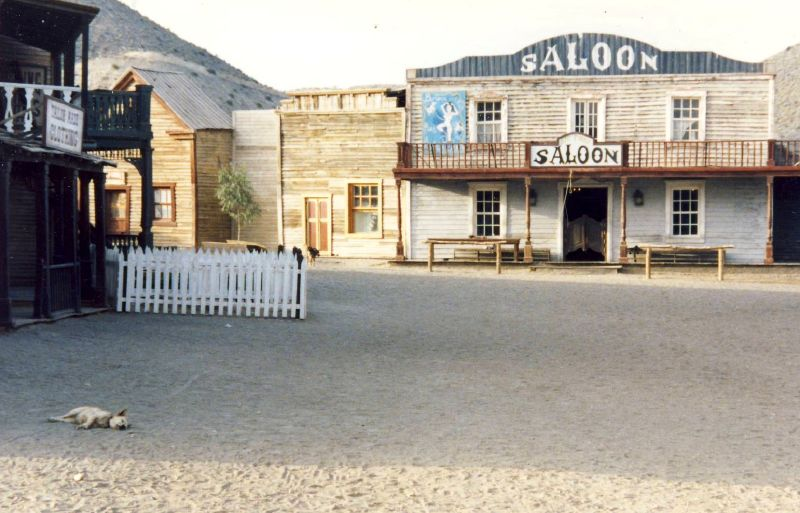
Décors du film Le Bon, la Brute et le Truand

Western Leone, situé à Tabernas dans le désert de Tabernas, est l'un des trois villages (poblados) de western encore debout et n'a aujourd'hui plus qu'essentiellement des activités touristiques.
On y vient en partant d'Almería puis en suivant par la N340 la direction de Sorbas.

## Filmographie
Y ont été tournés les films ou des scènes des films suivants :

### Années 1960
- 1960 : Les Sept Mercenaires avec Yul Brynner, Eli Wallach, Steve McQueen, Charles Bronson, Robert Vaughn, James Coburn
- 1964 : Pour une poignée de dollars avec Clint Eastwood, Gian Maria Volontè, Marianne Koch
- 1965 : Et pour quelques dollars de plus avec Clint Eastwood, Lee Van Cleef, Gian Maria Volontè
- 1968 : Le Bon, la Brute et le Truand avec Clint Eastwood, Lee Van Cleef, Eli Wallach
- 1968 : Il était une fois dans l'Ouest avec Henry Fonda, Claudia Cardinale, Charles Bronson

### Années 1970
- 1970 : El Condor avec Lee Van Cleef
- 1971 : Catlow avec Yul Brynner
- 1971 : A Fistful of Dynamite (film, 1971) avec Terence Hill
- 1973 : Mon nom est Personne avec Terence Hill, Henry Fonda
- 1973 : La Colère d'un homme patient

### Années 1980
- 1985 : La Rhapsodie des cowboys
- 1986 : Le Retour à l'île au trésor avec Anna Karina, Sheila, Jean-François Stévenin

### Années 2020
- 2023 : Strange Way of Life Ethan Hawke, Pedro Pascal